# Diploma de aprofundamento na língua francesa
O DALF (do francês Diplôme Approfondi de la Langue Française, Diploma Aprofundado da Língua Francesa) é um certificado de língua francesa para não-nativos. O DALF é sequência do DELF e avalia o usuário avançado da língua. O portador do diploma do DALF fica isento de prestar exames linguisticos ao ingressar numa universidade francesa.

## Níveis

### DALF C1
Neste exame, o candidato deve ser autónomo. Deve ser capaz de se comunicar com espontaneidade, usando um vocabulário extenso, discurso claro, sem hesitações e com domínio do idioma.

### DALF C2
No DALF C2, o candidato deve ser capaz de se expressar com precisão e de realizar tarefas académicas ou avançadas.